# VolaSalerno
VolaSalerno war eine kurzlebige Fluggesellschaft, die vom 2. August 2008 bis zum 18. Dezember desselben Jahres mit einer von Orionair geleasten BAe 146-300 den Flughafen Salerno mit sieben Zielen verband.